# 용유동
용유동(龍游洞)은 인천광역시 중구의 행정동이다. 영종용유도의 서부(옛 용유도)와 무의도 등으로 구성되어 있다.

## 개요
용유동은 넓은 백사장과 송림들로 둘러쌓인 을왕리 해수욕장과 왕산 해수욕장이 있다. 1986년 국민관광지로 지정된 곳으로, 야영할 장소가 많고 숙박시설이나 수도 사정도 양호하다.

## 역사
- 조선시대 인천도호부
- 1895년 음력 윤5월 1일 인천부 인천군 용유면(龍游面)
- 1896년 8월 4일 경기도 인천군 용유면
- 1910년 10월 1일 경기도 인천부 용유면
- 1914년 4월 1일 경기도 부천군 용유면
- 1973년 7월 1일 경기도 옹진군 용유면
- 1989년 1월 1일 인천직할시 중구 용유동
- 1995년 1월 1일 인천광역시 중구 용유동

## 법정동
- 을왕동(옛 을왕리 및 왕산리)
- 남북동
- 덕교동
- 무의동 (무의도, 실미도, 팔미도)
- 운서동 일부(인천국제공항 관련 매립지 지역 중 구 용유도에 가까운 지역)

## 관광
- 을왕리해수욕장
- 왕산해수욕장
- 선녀바위해변
- 마시란해변
- 거잠포 : 선착장 주변에 100여개의 횟집이 밀집한 회타운이 조성되어 있다.
- 무의도
  - 호룡곡산
- 팔미도
  - 팔미도 등대

## 교육
- 인천용유초등학교
- 용유중학교
- 인천용유초등학교 무의분교